# Stazione meteorologica di Parma Università
La stazione meteorologica di Parma Università è la stazione meteorologica di riferimento per l'area urbana della città di Parma.

## Storia
L'osservatorio meteorologico dell'Università di Parma venne istituito in epoca settecentesca dalla dinastia dei Borbone che era succeduta all'estinta dinastia dei Farnese.
A partire dal 1823 le osservazioni meteorologiche furono effettuate senza soluzioni di continuità.

## Caratteristiche
La stazione meteorologica si trova nell'Italia nord-orientale, in Emilia-Romagna, nel comune di Parma, presso uno dei complessi architettonici dell'Università di Parma, a 55 metri s.l.m. e alle coordinate geografiche 44°48′14″N 10°19′06″E.

## Dati climatologici 1991-2020
In base alla media trentennale 1991-2020 la temperatura media del mese più freddo, gennaio, si attesta a + 4,0°C; quella del mese più caldo, luglio, è di + 26,1°C.
Le precipitazioni medie annue si attestano a 777 mm, con minimi relativi in estate e in inverno, picco massimo in autunno e massimo secondario in primavera.
L'eliofania assoluta media annua fa registrare il dato medio di 6,4 ore giornaliere, con massimo di 10,2 ore medie giornaliere in luglio e minimo di 2,6 ore medie giornaliere in dicembre.
| Parma Università (1991-2020)       | Mesi | Mesi | Mesi | Mesi | Mesi | Mesi | Mesi | Mesi | Mesi | Mesi | Mesi | Mesi | Stagioni | Stagioni | Stagioni | Stagioni | Anno |
| Parma Università (1991-2020)       | Gen  | Feb  | Mar  | Apr  | Mag  | Giu  | Lug  | Ago  | Set  | Ott  | Nov  | Dic  | Inv      | Pri      | Est      | Aut      | Anno |
| ---------------------------------- | ---- | ---- | ---- | ---- | ---- | ---- | ---- | ---- | ---- | ---- | ---- | ---- | -------- | -------- | -------- | -------- | ---- |
| T. max. media (°C)                 | 6,9  | 9,8  | 15,5 | 19,5 | 24,6 | 29,2 | 31,8 | 31,3 | 25,6 | 18,7 | 11,9 | 7,3  | 8,0      | 19,9     | 30,8     | 18,7     | 19,3 |
| T. min. media (°C)                 | 1,1  | 2,2  | 5,9  | 9,5  | 14,0 | 18,1 | 20,4 | 20,4 | 15,9 | 11,5 | 6,6  | 2,0  | 1,8      | 9,8      | 19,6     | 11,3     | 10,6 |
| Precipitazioni (mm)                | 57   | 55   | 65   | 76   | 73   | 56   | 37   | 48   | 67   | 96   | 84   | 63   | 175      | 214      | 141      | 247      | 777  |
| Giorni di pioggia                  | 7    | 7    | 8    | 9    | 9    | 7    | 4    | 5    | 6    | 9    | 9    | 8    | 22       | 26       | 16       | 24       | 88   |
| Eliofania assoluta (ore al giorno) | 2,8  | 4,1  | 5,6  | 7,1  | 8,3  | 9,8  | 10,2 | 9,3  | 8,1  | 5,7  | 3,1  | 2,6  | 3,2      | 7,0      | 9,8      | 5,6      | 6,4  |

## Temperature estreme mensili dal 1878 ad oggi
Nella tabella sottostante sono riportati i valori delle temperature estreme mensili dal 1878 ad oggi, con il relativo anno in cui sono state registrate. Nel periodo esaminato, la temperatura minima assoluta ha toccato i -18,0 °C il 10 gennaio 1985 mentre la massima assoluta ha raggiunto i +40,4 °C il 25 agosto 2023.
| Parma Università (1878-2024) | Mesi         | Mesi         | Mesi        | Mesi        | Mesi        | Mesi        | Mesi        | Mesi        | Mesi        | Mesi        | Mesi        | Mesi         | Stagioni | Stagioni | Stagioni | Stagioni | Anno  |
| Parma Università (1878-2024) | Gen          | Feb          | Mar         | Apr         | Mag         | Giu         | Lug         | Ago         | Set         | Ott         | Nov         | Dic          | Inv      | Pri      | Est      | Aut      | Anno  |
| ---------------------------- | ------------ | ------------ | ----------- | ----------- | ----------- | ----------- | ----------- | ----------- | ----------- | ----------- | ----------- | ------------ | -------- | -------- | -------- | -------- | ----- |
| T. max. assoluta (°C)        | 24,6 (2007)  | 23,7 (1918)  | 28,6 (2002) | 32,5 (2011) | 35,7 (2009) | 39,2 (2019) | 40,2 (1983) | 40,4 (2023) | 36,1 (2024) | 33,3 (2023) | 22,0 (1942) | 23,4 (2023)  | 24,6     | 35,7     | 40,4     | 36,1     | 40,4  |
| T. min. assoluta (°C)        | −18,0 (1985) | −15,0 (1942) | −7,5 (1963) | −2,0 (1929) | 1,0 (1957)  | 6,5 (1953)  | 11,0 (1948) | 9,6 (1995)  | 6,3 (1912)  | −1,8 (1941) | −9,1 (1965) | −14,8 (1933) | −18,0    | −7,5     | 6,5      | −9,1     | −18,0 |